# Geheimnisträger
Geheimnisträger ist eine Person, die Kenntnis von einem Geheimnis hat. Soweit der Geheimnisträger zur Verschwiegenheit verpflichtet ist, darf er das Geheimnis Dritten nicht offenbaren.

## Gesetzliche Regelung
Die Verletzung des persönlichen Lebens- und Geheimbereichs steht in Deutschland im Fünfzehnten Abschnitt des Strafgesetzbuchs  unter Strafe (§§ 201 StGB ff.).
Im beruflichen, staatlichen und politischen Bereich sind Geheimnisträger Personen, die aufgrund ihres Aufgabenbereiches Zugang zu geheimen oder vertraulichen Informationen haben, für die Geheimhaltungsvorschriften zu beachten sind oder die einer Schweigepflicht bzw. Geheimhaltungspflicht unterliegen. Welche Berufe eine besondere Verschwiegenheitspflicht zu beachten haben, ergibt sich für viele Fälle aus § 203 StGB, der den Verstoß gegen diese Pflicht strafrechtlich sanktioniert. Damit korrespondieren weitere Regelungen in- und außerhalb des Strafgesetzbuchs, etwa für Ärzte (§ 9 Abs. 1 MBO-Ä), Rechtsanwälte (§ 43a BRAO), Notare (§ 18 BNotO), Steuerberater (§ 57 Abs. 1 und § 62 StBerG) oder Wirtschaftsprüfer (§ 43 Abs. 1 Satz 1 und § 50 WiPrO), für bestimmte Beschäftigte öffentlicher Stellen, die dem Meldegeheimnis nach § 5 Abs. 1 BMG oder dem Statistikgeheimnis nach § 16 Abs. 1 BStatG unterliegen sowie für mit bestimmten Tätigkeiten befasste Personen, die das Brief-, Post- und Fernmeldegeheimnis wahren müssen (§ 202, § 206 StGB). 
Auch zahlreiche weitere Rechtsvorschriften konstituieren ein Berufsgeheimnis oder verweisen darauf, so z. B. die §§ 1 Abs. 3 Satz 2 und 42a Satz 1 Nr. 3 BDSG, § 102 AO, § 47 Abs. 2 Satz 1 Nr. 5 GwG, § 57 Abs. 4 Nr. 1 Buchst. k WiPrO, § 11a Abs. 8 Satz 1 GewO und andere. Gleiches gilt für Normen, die von einer Schweigepflicht sprechen wie z. B. § 309 VAG. Eine vollständige Auflistung der gesetzlich geregelten Berufs-, Dienst- und Amtsgeheimnisse ist kaum möglich.
Besondere Pflichten gelten ferner für militärische und polizeiliche Dienstgeheimnisse. Verstöße können im Öffentlichen Dienst disziplinar- und strafrechtlich geahndet werden. In Deutschland ist insbesondere der Straftatbestand Geheimnisverrat einschlägig. Besondere Regelungen für den Zugang zu Verschlusssachen enthält das Sicherheitsüberprüfungsgesetz (SÜG).
Geheimnisträger können neben einzelnen Berufen und Stellen (z. B. juristischen Personen oder Behörden) sowie den über das Arbeits-, Dienst- oder Datenschutzrecht mitverpflichteten Beschäftigten (vgl. z. B. das Datengeheimnis nach § 5 BDSG a.F.) auch sonstige Dritte sein, die Kenntnis von Tatsachen oder Umständen erhalten, welche eine Geheimhaltungspflicht auslösen, vgl. bspw. das in § 1758 BGB geregelte Adoptionsgeheimnis. Aus der gemeinsamen beruflichen Tätigkeit eines Geheimnisträgers mit seinen Gehilfen und Auszubildenden ergibt sich ein Kreis der Wissenden, der ein Geheimnis teilen darf (§ 203 Abs. 3 StGB).
Vorkehrungen gegen die unbefugte Offenbarung werden beispielsweise durch Observation, Überwachung und Geheimschutzmaßnahmen getroffen. § 383 Abs. 1 Nr. 6 ZPO, § 53 Abs. 1 StPO sehen ein Zeugnisverweigerungsrecht für Berufsgeheimnisträger vor Gericht vor. Von der Verpflichtung zur Verschwiegenheit können Zeugen im Strafprozess gem. § 53 Abs. 2 StPO  entbunden werden.  Die gerichtliche oder außergerichtliche Äußerung von Beamten über dienstliche Angelegenheiten muss der Dienstherr genehmigen (§ 37 Abs. 3 BeamtStG).